# Distrikt Huanchaco
Der Distrikt Huanchaco liegt in der Provinz Trujillo in der Region La Libertad in West-Peru.
Der 333,9 km² große Distrikt hatte beim Zensus 2017 68.409 Einwohner. Im Jahr 1993 lag die Einwohnerzahl bei 19.935, im Jahr 2007 bei 44.806. Verwaltungssitz ist die 12 km nordwestlich von Trujillo gelegene Küstenstadt Huanchaco.

## Geographische Lage
Der Distrikt Huanchaco liegt im Nordwesten der Provinz Trujillo. Er reicht von der Pazifikküste über die wüstenhafte Küstenebene bis zu den Bergen der peruanischen Westkordillere. Diese erreicht im Osten des Distrikts Höhen von über 2000 m. Der Distrikt Huanchaco grenzt im Norden an die Provinz Ascope, im Nordosten an den Distrikt Simbal, im Osten an den Distrikt Laredo, im Südosten an den Distrikt El Porvenir sowie im Süden an die Distrikte Trujillo und Víctor Larco Herrera.